# Castagneto Po
Castagneto Po és un comune (municipi) de la ciutat metropolitana de Torí, a la regió italiana del Piemont, situat a uns 20 quilòmetres al nord-est de Torí. A 1 de gener de 2019 la seva població era de 1.782 habitants.
Castagneto Po limita amb els següents municipis: Chivasso, San Sebastiano da Po, San Raffaele Cimena, Casalborgone i Rivalba.